# Тулероза (Нью-Мексико)
Тулероза (англ. Tularosa) — селище (англ. village) в США, в окрузі Отеро штату Нью-Мексико. Населення — 2553 особи (2020).

## Географія
Тулероза розташована за координатами 33°4′30″ пн. ш. 106°1′2″ зх. д. / 33.07500° пн. ш. 106.01722° зх. д. (33.075001, -106.017299).  За даними Бюро перепису населення США в 2010 році селище мало площу 7,27 км², з яких 7,27 км² — суходіл та 0,00 км² — водойми.

## Демографія
Згідно з переписом 2010 року, у селищі мешкали 2842 особи в 1199 домогосподарствах у складі 765 родин. Густота населення становила 391 особа/км².  Було 1408 помешкань (194/км²).
Расовий склад населення:
| - 72,4 % — білих - 6,2 % — корінних американців - 0,6 % — чорних або афроамериканців - 0,4 % — азіатів - 0,1 % — вихідців з тихоокеанських островів - 13,9 % — осіб інших рас |

До двох чи більше рас належало 6,4 %. Частка іспаномовних становила 53,9 % від усіх жителів.
За віковим діапазоном населення розподілялося таким чином: 24,3 % — особи молодші 18 років, 56,7 % — особи у віці 18—64 років, 19,0 % — особи у віці 65 років та старші. Медіана віку мешканця становила 42,8 року. На 100 осіб жіночої статі у селищі припадало 94,7 чоловіків;  на 100 жінок у віці від 18 років та старших — 90,6 чоловіків також старших 18 років.
Середній дохід на одне домашнє господарство  становив 39 516 доларів США (медіана — 30 000), а середній дохід на одну сім'ю — 41 468 доларів (медіана — 33 304). Медіана доходів становила 34 615 доларів для чоловіків та 26 621 долар для жінок. За межею бідності перебувало 16,2 % осіб, у тому числі 22,2 % дітей у віці до 18 років та 6,3 % осіб у віці 65 років та старших.
Цивільне працевлаштоване населення становило 1037 осіб. Основні галузі зайнятості: освіта, охорона здоров'я та соціальна допомога — 32,6 %, мистецтво, розваги та відпочинок — 25,1 %, науковці, спеціалісти, менеджери — 6,4 %, роздрібна торгівля — 6,0 %.